# Laurids Kock
Laurids Olufsen Kock, född 13 september 1634 i Asminderup vid Holbæk, död 17 mars 1691, var en dansk diktare och språkman. 
Kock blev student från Roskilde 1653, rektor i Ringsted 1666, sockenpräst på Refsnæs 1673, 1684 tillika prost i Arts härad. Han var, som hans vän Peder Syv kallar honom, "en flittig og vel forfaren mand i vore gamle sager"; han samlade danska ordspråk, utarbetade en liten dansk grammatik på latin (utgiven av Henrik Bertelsen i "Danske Grammatikere fra 17. og 18. Aarhundrede", I, 1915) och gav bidrag till Matthias Moths och Peder Syvs danska ordböcker. Brottstycken av en dansk-latinsk ordbok finns bevarad i manuskript. Likaledes föreligger i manuskript hans på alexandriner skrivna dikt Ringsted til ære och en parafras av Predikaren; båda saknar större poetiskt värde. Däremot vann han bestående berömmelse genom tre sånger i folkvisestil, som Peder Syv tryckte i sin kämpavisesamling (4. part Nr 37, 38, 43), däribland Dannevirkevisan "Danmark, dejligst vang og vænge", en av Danmarks främsta nationella sånger.